# Praça de Touros de Granada
A Praça de Touros de Granada é uma construção projetada pelo arquiteto Ángel Casas em 1928 em estilo neomudéjar, que lhe confere uma grande originalidade e elegância. Tradicionalmente é chamada Real Maestranza de Caballería, por tradição da anterior praça, dita do Triunfo ou dos Cármens.
O recinto taurino consta de três pisos e capacidade para 14 500 espetadores. A lotação esgota-se completamente durante a Feira do Corpo de Deus. Situa-se no centro da cidade, na Avenida del Doctor Olóriz e é facilmente acessível desde qualquer ponto da cidade.

## História
O jornal Ideal publicou em 1927 um concurso para a realização de uma nova praça devido à destruição da anterior por um incêndio. O toureiro local José Moreno "Lagartijillo", o Conde de Guadiana, José Casinello e Celestino Echevarría concorreram com o projeto de Ángel Casas, comprometendo-se a completar as obras em menos de um ano, o que cumpriram.
Na cartel da corrida inaugural, realizada a 30 de setembro de 1928, foi composto por touros de Concha y Sierra que foram lidados e mortos pelos toureiros Manuel Jiménez "Chicuelo", Joaquín Rodríguez Ortega "Cagancho" e Armillita Chico